# Adélaïde-Gillette Dufrénoy
Pour les articles homonymes, voir Billet et Dufrénoy.
Adélaïde-Gillette Billet, épouse Petit Dufrénoy (Paris, 3 décembre 1765 - Paris, 7 mars 1825), est une écrivaine et poétesse française connue sous le nom de Madame Dufrénoy.

## Biographie

### Éducation et mariage
Adélaïde Gillette Billet naît dans la paroisse Saint-Barthélémy à Paris en 1765,. Elle est la fille de Jacques Billet, marchand joaillier, et de Marie Madeleine Bresse, son épouse, demeurant rue de Harlay dans l'île de la Cité. Par son père, elle est la cousine germaine de Jean-Louis Laya.
Elle apprend la lecture et la musique dans une institution religieuse, les sœurs hospitalières de la Roquette, auprès de sa tante, sœur Saint-Félix, qui en est la supérieure. Elle apprend ensuite le latin, au point d’être en état de traduire Horace et Virgile tandis que Laya l’initie aux charmes de la poésie française.
Elle a quinze ans quand elle épouse en 1780 Simon Petit-Dufrenoy, un riche procureur au Châtelet de Paris, qui avait été l’homme de confiance de Voltaire. Sa demeure devient le rendez-vous des beaux esprits de l’époque alors qu’elle sentait se développer en elle une véritable vocation poétique. Son père meurt en 1783 et elle reçoit son héritage.

### Débuts littéraires
Elle débute, en 1787, dans la carrière des lettres, par une petite pièce intitulée Boutade, à un ami et de charmantes poésies insérées dans l’Almanach des muses. L’année suivante, elle se risque au théâtre où elle fait jouer L’Amour exilé des cieux, mais elle doit surtout sa réputation littéraire à ses élégies.
En 1791, son époux choisit de « fermer son étude, située quai de l’École près le Pont-Neuf, plutôt que de prendre le titre d'avoué comme le firent 81 % de ses confrères, auxquels la réforme de la procédure civile en avait laissé la faculté ». Un incendie achève la ruine de son mari.
En 1792, ils s'installent à Sevran (Seine-Saint-Denis) dans l'ancien fief de la Fossée. Tout son cercle littéraire et amical l'y rejoint. Elle y donne le jour le 5 septembre 1792, à un fils, Ours Pierre Armand Petit Dufrénoy qui deviendra un célèbre géologue et minéralogiste. Son mari, Simon Petit Dufrenoy, fait fonction d'officier public à Sevran pendant la période de 1796 à 1798. Elle-même est qualifiée de « bonne Dame de la Fossée ».
Plus tard, Dufrenoy accepte, sous le Consulat, une place de greffier en Italie, à Alexandrie. Adélaïde-Gillette l’y accompagne et, lorsqu’il devient aveugle, elle fait de son mieux pour le suppléer, copiant les dossiers et les jugements, sans toutefois rien perdre de son génie poétique car c’est de cette époque sombre que datent la plupart de ses élégies. La mélancolie qu’elle y exprime n’est pas feinte car elle s'ennuie loin de la France.

### Succès et reconnaissance
Enfin revenue en France à la retraite de son mari, elle y vit presque uniquement de travaux littéraires jusqu’au jour où, par l’entremise d’Antoine-Vincent Arnault et du comte de Ségur, elle reçoit de Napoléon Bonaparte, à qui elle voua une reconnaissance sans bornes, des secours qui l’affranchirent du souci des premières nécessités de la vie. Quittant alors le métier pour l’art, elle fait de nombreuses poésies érotiques qu’elle voile du nom de poésies élégiaques. C’est en 1806 que paraît la première édition de ses Élégies qui connaît un grand succès.
En 1811 et 1812, elle chante le roi de Rome et, en 1813, elle fait partie de la suite qui accompagna l’Impératrice Marie-Louise à Cherbourg.
La chute de l'Empire ayant une nouvelle fois dérangé ses affaires, sa plume lui devient à nouveau une ressource. Elle rédige des ouvrages pour l’enfance et la jeunesse, dirige La Minerve littéraire, L’Almanach des dames et L’Hommage aux demoiselles. Elle voit une partie de ses pièces couronnées par diverses académies et elle obtient, en 1814, le prix de l’Académie française pour le poème Derniers Moments de Bayard.
Elle est recherchée des personnes les plus distinguées de l'époque, particulièrement de Jean-Pierre Louis de Fontanes, qu'elle accueille à Sevran, Amable Tastu, Marceline Desbordes-Valmore, Tissot, l’abbé Sicard ou Béranger. Elle donne aussi des traductions de l'anglais, quelques romans et des livres pour l'éducation des filles.
Le recueil de ses élégies a paru en 1807 et a été plusieurs fois réimprimé avec des augmentations. On y remarque :
- la Boutade
- le Pouvoir d'un amant
- la Journée d'une amante
- Anniversaire
- Les Beautés de l’histoire de la Grèce moderne (1825)
- les Derniers Moments de Bayard, couronné par l'Académie en 1815.

Adélaïde-Gillette Dufrénoy meurt le 7 mars 1825 à Paris et est inhumée deux jours plus tard au cimetière du Père-Lachaise (11e division),.
Ses souvenirs ont été publiés à titre posthume, sous le titre Œuvres poétiques, grâce au beau-père de son fils, Antoine Jay (Moutardier, 1827).

## Commentaire
Veille, ma lampe, veille encore,
Je lis les vers de Dufresnoy
Béranger, Ma lampe

## Œuvres
- Abécédaire des petits gourmands[9], Paris, Lefuel, 1822
- Beautés de l'histoire de la Grèce moderne, ou Récit des faits mémorables des Hellènes depuis 1770 jusqu'à ce jour, Paris, A. Eymery, 1825
- Biographie des jeunes demoiselles ou vies des femmes célèbres depuis les hébreux jusqu'à nos jours, Paris, A. Eymery, 1816
- Cabinet du petit naturaliste, Paris, A. Rigaud, 1810-1819
- Élégies, suivies de poésies diverses, par Mme Dufrénoy, Paris, A. Eymery, 1813
- Étrennes à ma fille, ou Soirées amusantes de la jeunesse, Paris, A. Eymery, 1816
- Faits historiques et moraux, Paris, A. Rigaud, 1877
- Hommage aux demoiselles[10], Paris, Le Fuel, 1818
- L'Anniversaire de la naissance du Roi de Rome, Paris, P. Didot l'aîné, 1812
- L'Enfance éclairée, ou les Vertus et les vices, par Mme Dufrénoy, Paris, A. Eymery, 1816
- L'Hymne des Français... à S. A. R. la duchesse d'Angoulême, lors de son entrée à Paris, Paris, Brasseur aîné, 1814
- La Convalescence, élégie, Paris, J. Tastu, 1823
- La Femme auteur, ou Les inconvéniens de la célébrité, Paris, Béchet, 1812
- La Petite Ménagère, ou l'Éducation maternelle[11], Paris, A. Eymery, 1816
- Le Tour du monde, ou, Tableau géographique et historique : de tous les peuples de la terre, Paris, A. Rigaud, 1814
- Les Conversations maternelles, Paris, A. Eymery, 1826
- Les Françaises, nouvelles[12], Paris, A. Eymery, 1818
- Nouvel Abécédaire des petits gourmands, Paris, J. Langlumé, 1837-1857
- Petite Encyclopédie de l'enfance, ou, Leçons élémentaires de grammaire, de géographie, de mythologie, d'histoire ancienne et moderne, d'histoire des religions, d'arithmétique et mathématique, de physique, d'histoire naturelle, des arts et métiers, Paris : A. Eymery, 1817
- Plaintes d'une jeune Israélite sur la destruction de Jérusalem, élégie, Paris, A. Eymery, 1817
- Œuvres poétiques de Mme Dufrénoy, Précédées d'observations sur sa vie et ses ouvrages, par A. Jay, Paris, Moutardier, 1827